# 第1太陽週期

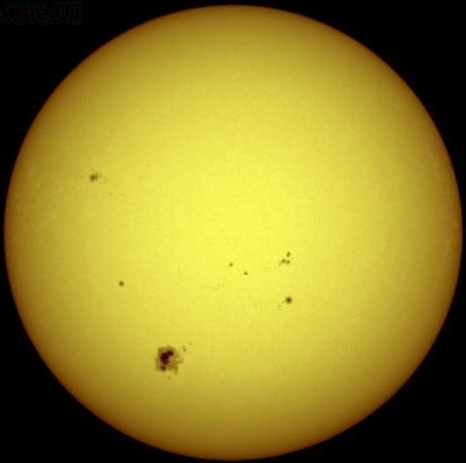
太陽和一些可見的黑子。

第01太陽週期是從1755年開始紀錄太陽黑子活動以來的第1個太陽週期。這個週期開始於1755年3月，結束於1766年6月，持續了11.3年。在這個週期內的最大平滑黑子數(超過12個月期間的黑子月平均數值)為86.5，最小的數值為11.2。